# Корниш, Изабель
Изабель Корниш (англ. Isabelle Cornish; род. 22 июля 1994, Локинвар, Австралия) — австралийская актриса. Наиболее известна по роли Кристалл в телесериале «Сверхлюди».

## Биография
Родилась 22 июля 1994 года в деревне Локинвар (штат Новый Южный Уэльс, Австралия). Детство провела на ферме своих родителей в городе Хантер-Вэлли вместе с тремя братьями и сестрой Эбби Корниш.
Корниш окончила театральную школу Hunter School of the Performing Arts.

## Карьера
С марта 2012 года Корниш играла эпизодическую роль Кристи Кларк в телесериале «Домой и в путь». В начале 2014 года актриса снялась в драматическом фильме «Море огня», съёмки которого проходили в Ванкувере (Канада). В марте 2017 года Изабель получила главную роль Кристалл в телесериале «Сверхлюди».

## Фильмография
| Год       |     | Русское название      | Оригинальное название | Роль           |
| --------- | --- | --------------------- | --------------------- | -------------- |
| 2011      | с   | Спецотдел по спасению | Rescue Special Ops    | Лили Риган     |
| 2012      | с   | Танцевальная академия | Dance Academy         | Эльке          |
| 2012      | с   | Домой и в путь        | Home and Away         | Кристи Кларк   |
| 2012      | кор |                       | Arc                   | Софи           |
| 2012—2014 | с   | Хорошо в первый раз   | Puberty Blues         | Вики           |
| 2014      | ф   | Море огня             | Sea of Fire           | Мерель Кесович |
| 2017      | ф   | День Австралии        | Australia Day         | Хлоя Паттерсон |
| 2017      | с   | Сверхлюди             | Inhumans              | Кристалл       |

## Признание
В 2013 году организация PETA назвала актрису самой сексуальной вегетарианкой Австралии.